# Pethion
Pethion (Beth Garmai, ... – 740) è stato un vescovo cristiano orientale siro, vescovo di Tirhan, metropolita di Seleucia-Ctesifonte e patriarca della Chiesa d'Oriente dal 731 al 740.

## Biografia
Sono scarse le informazioni relative a questo patriarca della Chiesa d'Oriente, riportate da Barebreo nel suo Chronicon ecclesiasticum e dagli storici nestoriani Mari, ʿAmr e Sliba.
Secondo tali fonti, prima di essere eletto patriarca della Chiesa persiana, Pethion, nativo della regione di Beth Garmai, era stato vescovo di Tirhan. Fondò una scuola che raggiunse i 400 studenti. Morì nel 740 e fu succeduto dal patriarca Mar Aba II.